# Іслам у Сінгапурі
За статистикою за 2020 рік, близько 15,6% населення Сінгапуру складають мусульмани.  Більшість мусульман - малайці, також проживають вихідці з Південної Азії.

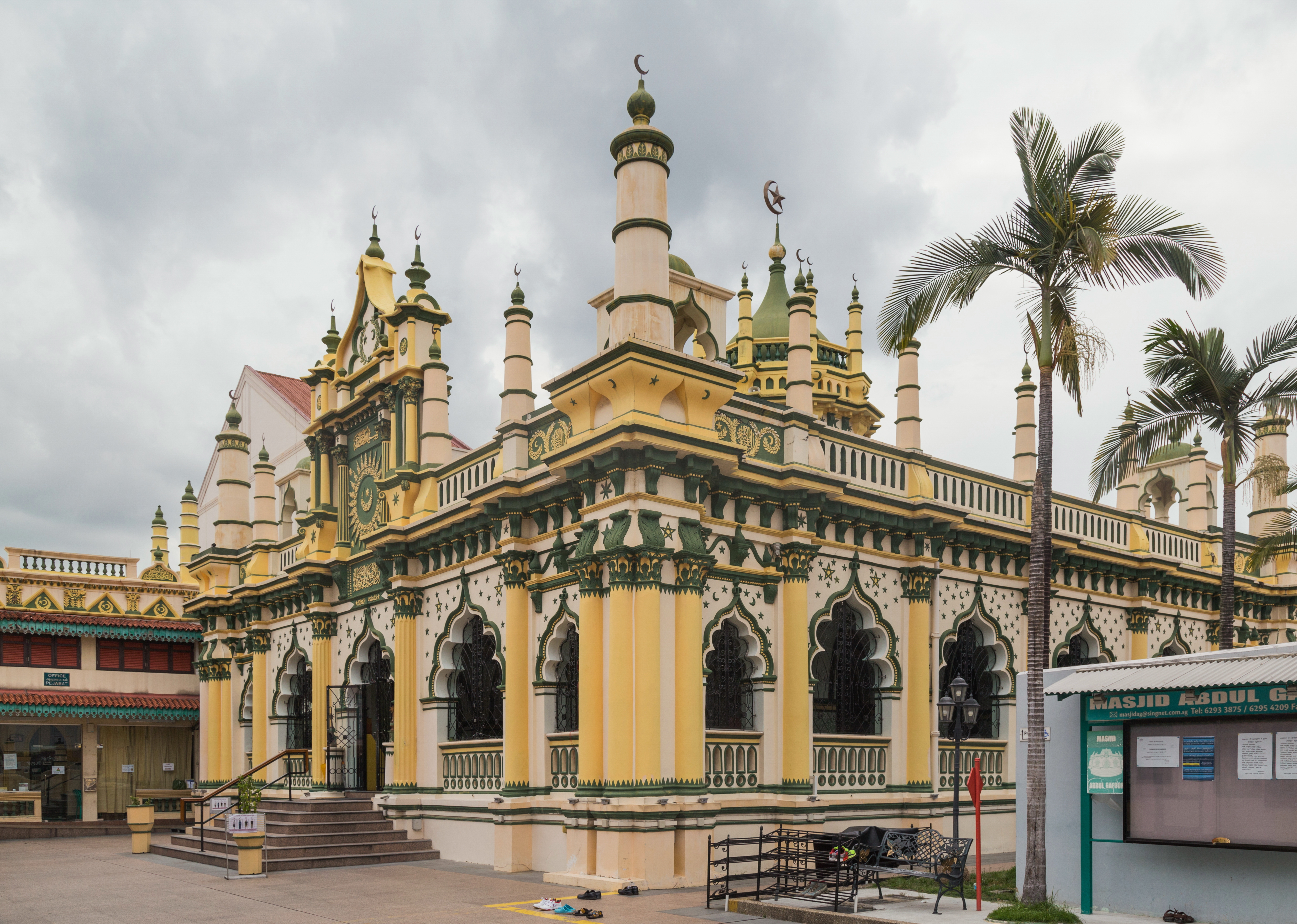
Мечеть Абдуль Гаффур

Більшість сінгапурських мусульман дотримуються шафіїтського мазгабу. Також є значна частина сунітських ханафітських мусульман. Як правило - це пенджабці та індуси.

## Історія
У 1915 році британські колоніальні влади створили Мусульманський консультативна рада, якому було доручено консультувати колоніальні влади з питань, пов'язаних з ісламською релігією і звичаями. У 1963 році Сінгапур став частиною Малайзії, а через 2 роки відокремився від неї, ставши незалежним. Прийнята Сінгапуром нова Конституція гарантує відповідальність уряду для захисту, підтримки та розвитку політичних, освітніх, релігійних, економічних, соціальних і культурних інтересів малайців. 

## Медресе
У Сінгапурі медресе - це приватні школи, які контролюються Меджлісом Угама Іслам Сінгапура (MUIS, Ісламська релігійна рада Сінгапуру ). У Сінгапурі є шість медресе на повний робочий день, які обслуговують учнів від початкових класів до середніх.